# CIWS

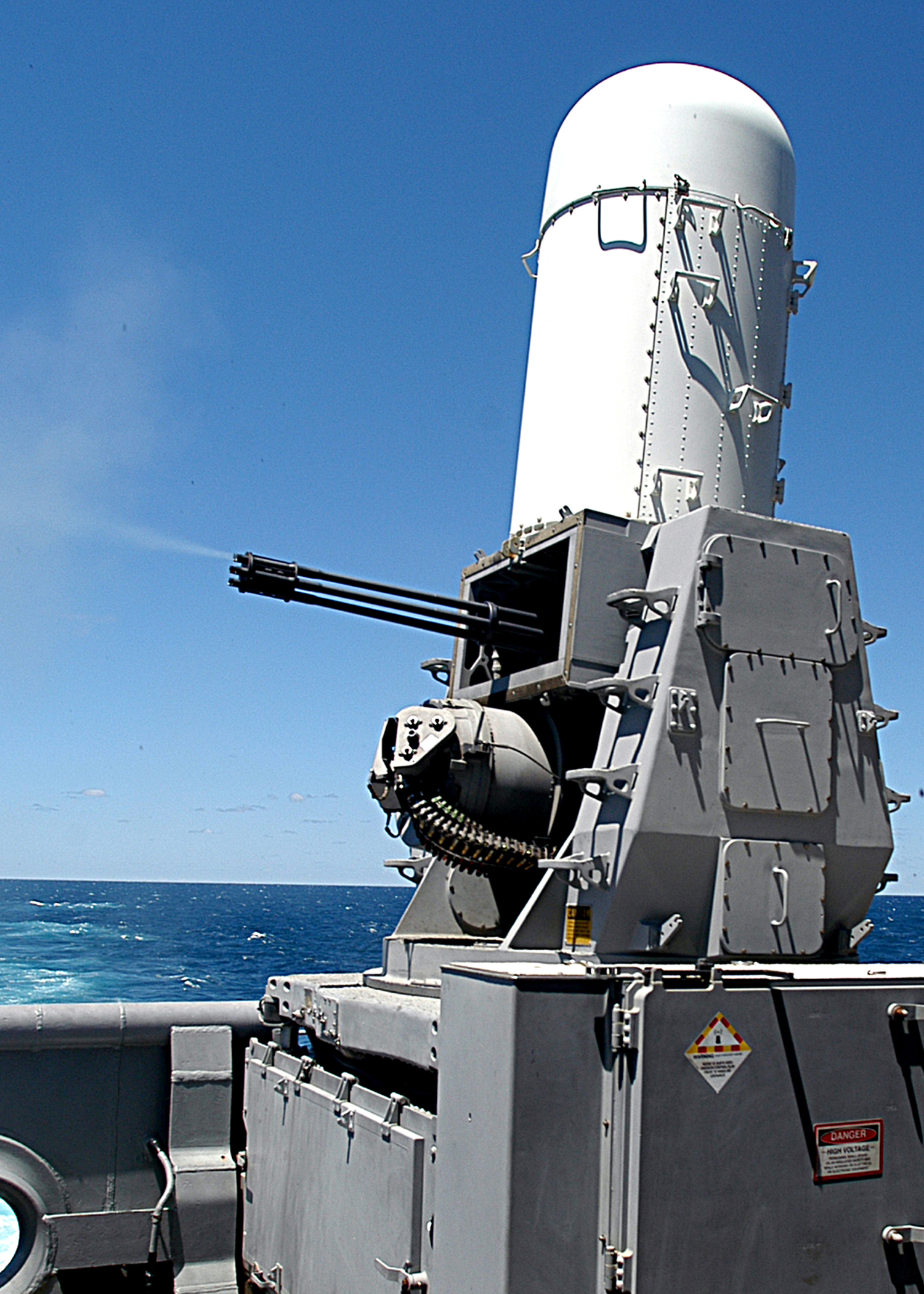
CIWS modelo Phalanx.

CIWS es el acrónimo en inglés de Close-in Weapon System, traducible por «sistema de armamento de proximidad», aunque más apropiadamente como «sistema artillero antimisil». Se trata de un arma defensiva empleada en navíos de combate modernos para defenderse de misiles antibuque cuando están a menos de dos kilómetros de su blanco.
Usualmente consta de una combinación de radar, ordenadores y varias armas de fuego rápido y calibre medio, ubicadas en un montaje rotativo. Entre los sistemas CIWS más conocidos se encuentran el estadounidense Phalanx, el neerlandés Goalkeeper, el suizo Sea Zenith, el español Meroka, el ruso Kashtan, el italiano DARDO y el chino Tipo 730.

## Sistemas basados en cañón

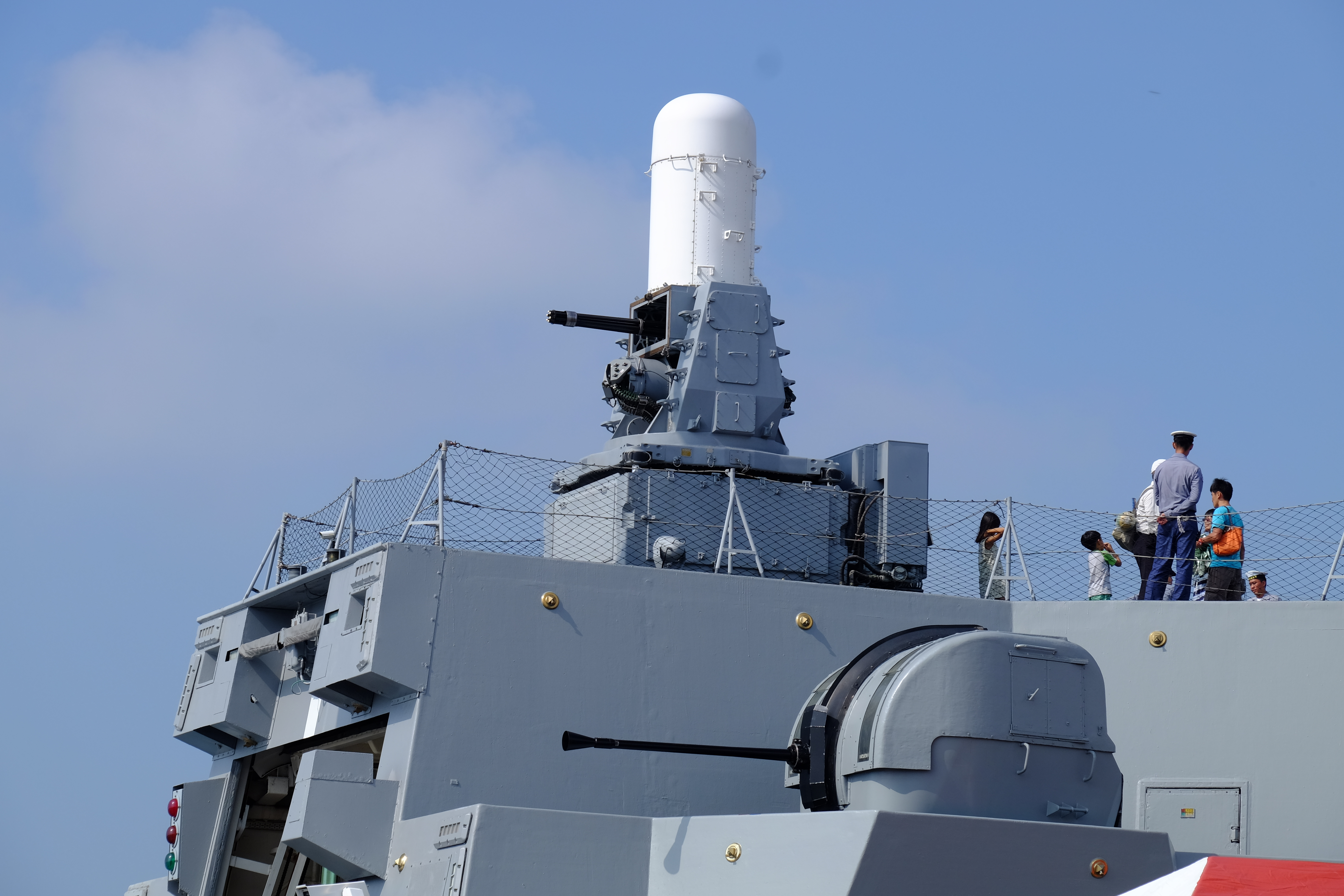
CIWS Phalanx y cañón Bofors L70 de 40mm a bordo del ROCS Di Hua (PFG-1206)

Un CIWS basado en cañón usualmente consiste en una combinación de radares, computadoras y cañones rotativos o de revólver ubicado en una montura rotativa automática . Ejemplos:
- AK-630
- Aselsan GOKDENIZ
- DARDO
- Denel 35mm Dual Purpose Gun
- Goalkeeper CIWS
- Kashtan CIWS
- Meroka
- Myriad CIWS
- Rheinmetall Oerlikon Millennium Gun[1][2]
- Phalanx CIWS
- Sea Zenith
- Type 730 CIWS
- Pantsir-M